# Ludwig Karl Strauch
Ludwig Karl Strauch (* 11. Juli 1875 in Wien; † 27. August 1959 in Klosterneuburg) war ein österreichischer Porträt-, Landschafts- und Kriegsmaler.

## Leben
Strauch studierte in den Jahren von 1890 bis 1899 an der Akademie der bildenden Künste in Wien unter den Professoren Carl Rudolf Huber, Christian Griepenkerl und August Eisenmenger. 1882 war er Mitarbeiter an Martin Gerlachs Allegorien und Embleme. 1899/1900 hielt sich Strauch als Stipendiat in Italien auf, danach als Freiwilliger bei den Buren im Zweiten Burenkrieg in Südafrika. In weiterer Folge führten in Studienreisen nach Madagaskar, Sansibar und Mumbai. 1902 kehrte er nach Wien zurück und stellte seine Werke in der Galerie Miethke aus. 1905 erhielt er einen Posten als Lehrer für Freihandzeichnen am Gymnasium in Klosterneuburg, wo er u. a. Egon Schiele unterrichtete und dessen Talent entdeckte. 1906 war Strauch Mitbegründer des Klosterneuburger Künstlerbundes und beschickte regelmäßig dessen Ausstellungen, außerdem war er Mitglied des Meraner Circolo artistico.
Während des Ersten Weltkriegs diente Strauch als Oberleutnant in der k.u.k. Armee und war auch als Soldat künstlerisch tätig, wie Gemälde, die 1916 datiert sind und sich heute in den Sammlungen des Heeresgeschichtlichen Museum in Wien befinden, untermauern. In weiterer Folge wurde Strauch verwundet und trat am 14. Jänner 1917 offiziell als Kriegsmaler in das k.u.k. Kriegspressequartier ein (bis November 1918). Eingesetzt war er dabei an der rumänischen und italienischen Front.
1935 trat er als Regierungsrat in den Ruhestand.

## Werke (Auswahl)
- Strandfest bei Klosterneuburg, 1932, Öl auf Holz, 53 × 79 cm, Österreichische Galerie Belvedere Wien[3]
- Selbstportrait Oblt. Ludwig Strauch in seiner Unterkunft, 1916, Öl auf Karton, Heeresgeschichtliches Museum Wien[4]
- Der kranke Rumäne, 1916, Öl auf Karton, Heeresgeschichtliches Museum Wien
- Portrait GM Rudolf Metz Ritter von Spondalungen (1861–1943), Kommandant der 11. Infanteriedivision, 1917, Öl auf Leinwand, Heeresgeschichtliches Museum Wien
- Infanterie im Angriff, 1917/18, Öl auf Karton, Heeresgeschichtliches Museum Wien
- Durch das Feuer vereint, 1917/18, Öl auf Karton, Heeresgeschichtliches Museum Wien
- Drei k.u.k. Soldaten in der Unterkunft, 1917/18, Öl auf Karton, Heeresgeschichtliches Museum Wien
- Blick über die Dr. Strebl-Promenade zur Spitalsbrücke, Öl auf Karton, Stadtmuseum Klosterneuburg[5]
- Hinterhof, Öl auf Holz, Stadtmuseum Klosterneuburg